# Errichterschiff

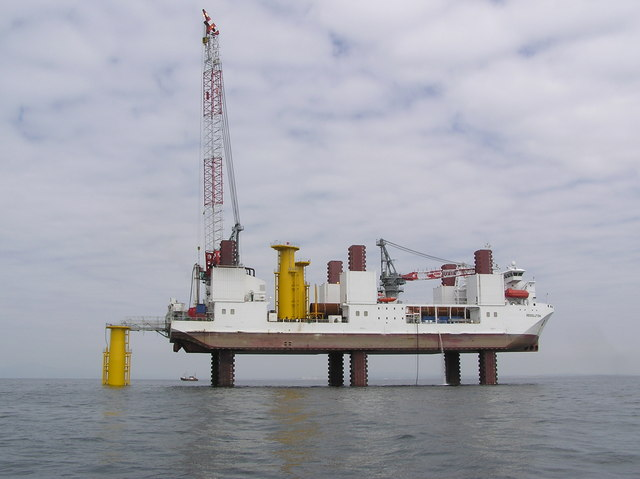
„Hochgehobenes“ Errichterschiff Resolution

Ein Errichterschiff (Kurzform von Offshore-Windkraftanlagen-Errichterschiff, auch Installationsschiff genannt) ist im Gegensatz zur Hubinsel ein spezielles, für die Gründung und den Aufbau von Offshore-Windkraftanlagen gebautes Arbeitsschiff mit Schwerlastkran und eigenen für den Vortrieb und die dynamische Positionierung geeigneten, starken Motoren- und Propulsionsanlagen. Es besitzt außerdem Hubvorrichtungen, um unabhängig vom Seegang arbeiten zu können.

## Entwicklung

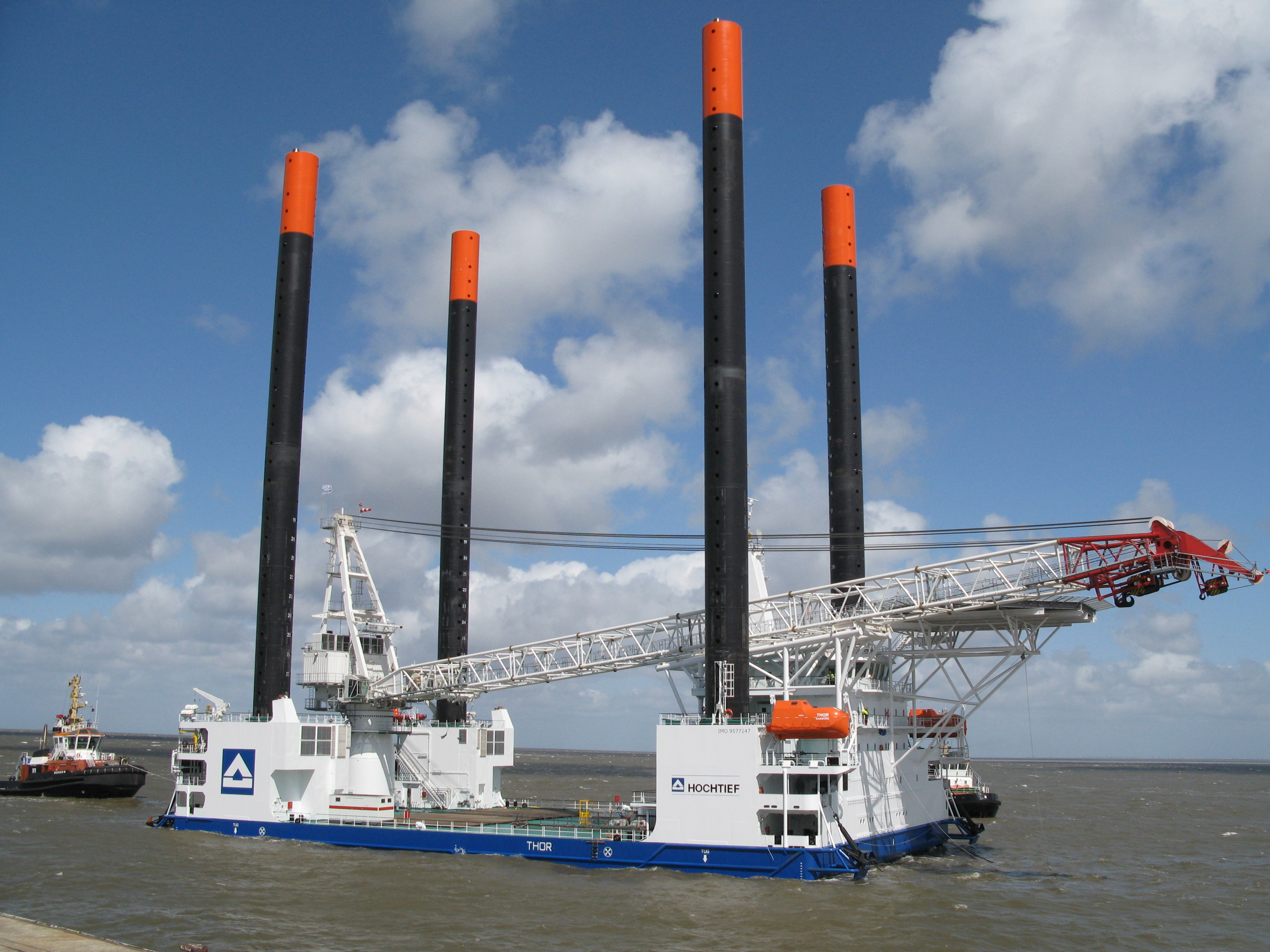
Die Thor gehört zur ersten Generation der Errichterschiffe mit keinem bzw. sehr geringem Vortrieb und wird von Fachleuten daher als Hubinsel bezeichnet

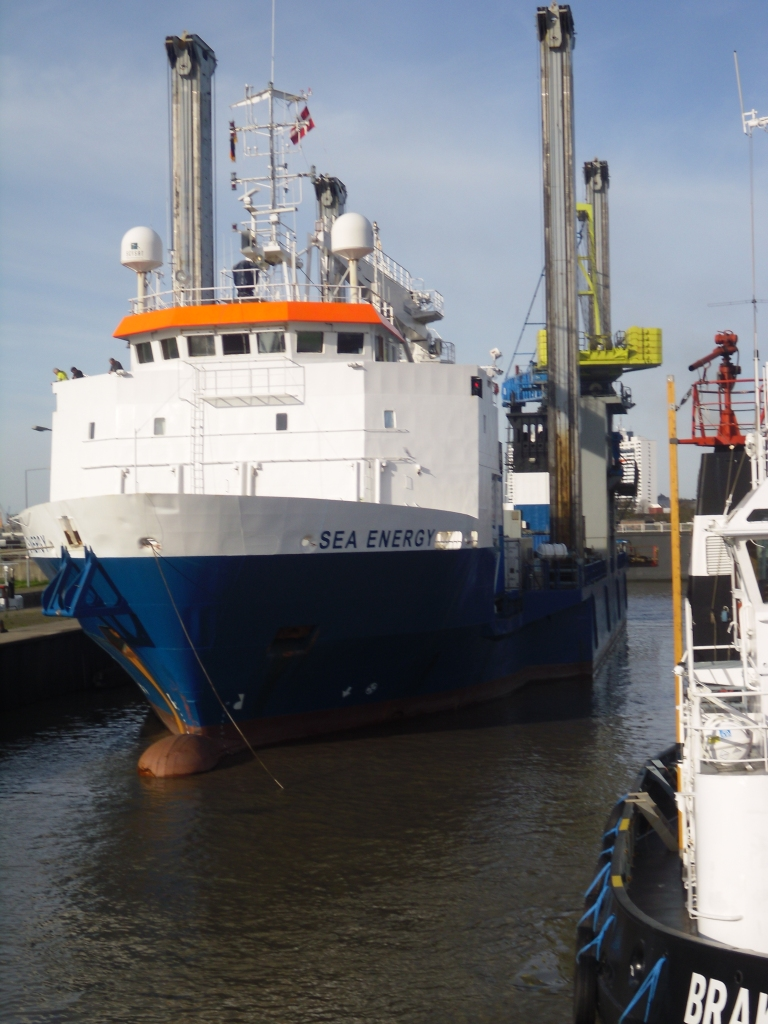
Die Sea Energy, ein Umbau (2002) aus einem Frachtschiff, zählt zur 2. Generation

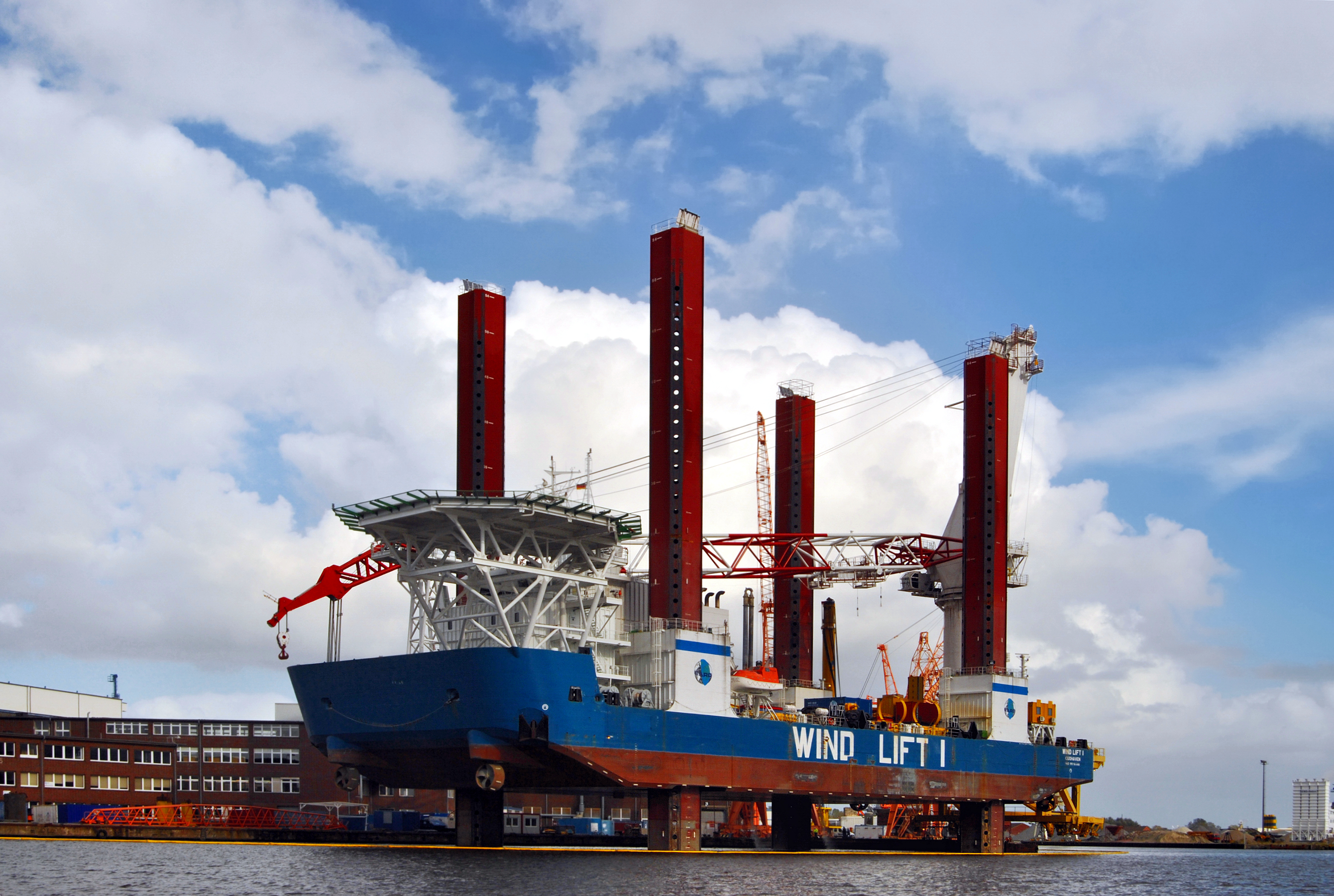
Errichterschiff Wind Lift I im Hafen von Emden

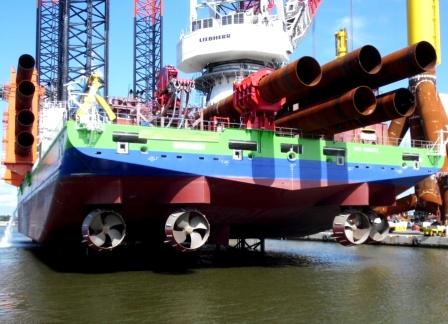
Innovation, 2012 gebaut bei der Christ-Werft in Polen für HGO InfraSea Solutions im Offshore-Terminal Bremerhaven

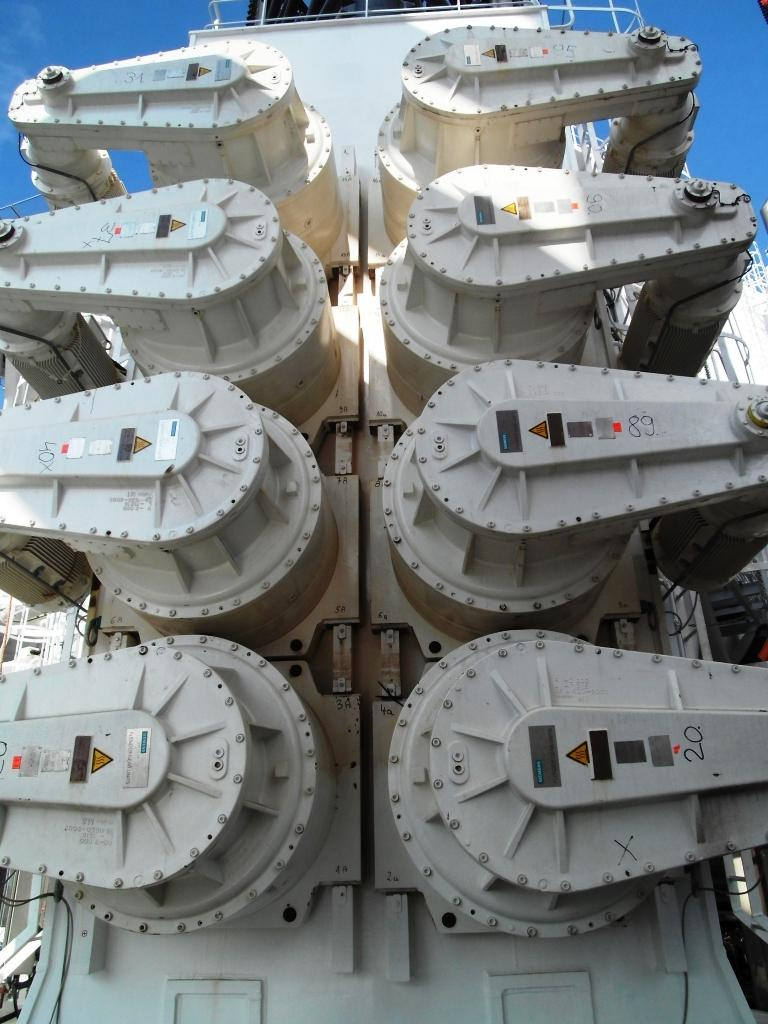
Elektrische Beinantriebe der Innovation; für die vier Beine werden insgesamt 96 dieser Antriebe mit insgesamt 9000 kW elektrischer Antriebsleistung benötigt

Die Offshore-Windenergie entwickelte sich beginnend in Dänemark langsam und führte zum Einsatz von Hubinseln (1. Generation) bei größeren Wassertiefen und in weiteren Entfernungen zur Küste vereinzelt auch zum Umbau von Frachtern zu ersten Errichterschiffen (2. Generation). Diese waren besser geeignet als die Hubinseln. Als Umbauten waren sie jedoch nur als Kompromiss anzusehen.
Seit etwa 2005 beschleunigt sich die Entwicklung der Offshore-Windenergie in Deutschland. Um Großbritannien herum entstanden Offshore-Windparks dicht an der Küste, ähnlich wie in Dänemark. Der deutsche Beschluss zum Atomausstieg und die Vorgaben, Offshore-Windkraftanlagen in der deutschen AWZ nur in großen Entfernungen zur Küste zu genehmigen, ist der Hintergrund, dass diese Windkraftanlagen in großen Wassertiefen von 15–40 m zu errichten sind. Mit den Erfahrungen der „Umbauten“ entstanden Entwürfe für die Errichterschiffe der 3. Generation mit großer Tragfähigkeit (Kränen bis 1500 t Tragkraft) und Schiffsgeschwindigkeiten bis 15 kn. Diese Errichterschiffe haben sich damit zu einem eigenen Schiffstyp entwickelt und lassen sich nicht mehr als Hubinseln bezeichnen, sondern zählen damit auch zur Gattung Heavy Lift Vessel (Schwertransport-Schiff).
Die 4. Generation von Offshore-Windenergieanlagen-Errichterschiffen hat kein Jack-up-System, sondern ist als Halbtaucher möglichst seegangsunabhängig. Wegen des nicht erprobten Installationskonzeptes und dadurch erhöhten Investitionsrisikos wurden bisher noch keine solche Schiffe gebaut.
Inzwischen wird die 5. Generation von Offshore-Windenergieanlagen-Errichterschiffen (OWEA-Errichterschiffen) geplant. Hierbei soll die Aufgabe des Transports der einzelnen Elemente für den Aufbau der Anlagen vom Hafen am Festland zum Bauplatz vor Ort vom Errichterschiff auf mehrere, durch Schlepper bewegte Bargen übertragen werden. Mehrere Bargen pendeln zwischen Verladehafen und dem Baufeld und führen den Materialtransport durch. Dadurch, dass das Errichterschiff auf dem Baufeld bleiben kann und die Aufstellung der Bauelemente nicht für den Herantransport unterbrechen muss, erhofft man sich eine wesentliche Zeit- und dadurch auch Kostenersparnis. Solche Errichterschiffe verfügen anstatt einer eigenen Ladedecksfläche über ein Ladeschwimmdock, das im leicht gehobenen, beballasteten Zustand vor Ort geflutet werden kann. In diesem Zustand können die Zubringerbargen mit dem Material einschwimmen. Die Beine des Errichterschiffs werden nun weiter ausgefahren, während die Ballasttanks und das Ladedock gelenzt werden. Das Errichterschiff kann anschließend mit der Installation der mitgebrachten Ladung beginnen. Dadurch, dass die Zubringerbargen durch ihre wesentlich geringere Größe auch die Häfen der Herstellungsorte der Windparkelemente anlaufen können, erhofft man sich durch die Vermeidung von Basishäfen weitere Kostenersparnis.

## Merkmale
Merkmale sind eine große Decksfläche, Schiffsbrücke, Aufbauten zur Unterbringung von Besatzung und Monteuren und, besonders wichtig, ein besonders leistungsfähiger Bordkran mit Tragfähigkeit von 500–1500 t, der zur Errichtung der Offshore-Windanlagen zum Einsatz kommt, sowie eine Hubschrauber-Plattform. Außerdem sind Einrichtungen zur dynamischen Positionierung (DP) vorhanden, damit das Errichterschiff ohne äußere Hilfe an den jeweiligen Orten über GPS positionieren kann, um sich dann mit Hilfe der Hubbeine an exakt diesem Ort aufzurichten.
Es handelt sich bei den Schiffen um sogenannte Hubschiffe, auch Jack-up-Schiffe genannt, die sich mit Hilfe von vier bis sechs hydraulisch oder elektrisch betriebenen Beinen (sogenannte Jack-up-Legs) an einer festen Position im Meer aufstellen können. Nur in der Anfangszeit kamen Schiffe in Halbtaucher- oder SWATH-Bauweise zum Einsatz, da diese weniger stabil im Wasser liegen.

## Arbeitsweise
Während der Fahrt sind die Beine angehoben. Erst bei der vorgesehenen Position werden diese nach und nach abgesenkt und auf den Meeresboden gesetzt. Dann wird das Schiff aus dem Wasser gehoben (normalerweise 10 bis 20 m Höhe je nach Wellengang) und durch das eigene Gewicht fest verankert. Damit ergibt sich die notwendige stabile Arbeitsplattform.
Für die anfallenden Aufgaben sind die Errichterschiffe mit einem großen Schwerlastkran ausgestattet. Zusätzlich gibt es einen großen Aufbau mit Unterkünften für die Besatzung und ein Helideck für den Mannschaftswechsel und schnelle Hilfen oder Transportmöglichkeiten bei Unfällen.